# 勐董坝
勐董坝是位于云南省临沧市沧源佤族自治县南部的一个坝子，地势西南高东北低，面积18.5平方千米，由勐董河及支流冲击形成，是沧源县内重要的农业区。坝内的勐董镇也是沧源县的政府驻地，县城周围的田坝乡野是沧源县城市景观带的一部分。

## 资料来源
1. ↑  沧源佤族自治县民族中学, 沧源佤族自治县交通局. . 昆明: 云南科技出版社. 2002: 16. ISBN 7-5416-1753-9.
2. ↑  高, 月英. . www.ynzxb.cn. 云南政协新闻网. 2017-09-27  [2017-10-29].[永久]